# Бавария
Бава́рия (нем. Bayern; произношениео файле, бав. Boarn; официально: Свобо́дное госуда́рство Бава́рия или Респу́блика Бава́рия; нем. Freistaat Bayern) — одна из 16 немецких земель (государств) ФРГ; является наибольшей по площади и второй по численности населения землёй в составе ФРГ. Исторически возникла как родоплеменное княжество, а потом воеводство (герцогство) и великокняжество (курфюршество, королевство) в составе Священной Римской империи.
Столица и крупнейший город — Мюнхен. Административно делится на семь округов. 
Основу населения составляют три «народности» — этнические группы немцев: баварцы, франконцы, швабы. Региональный шифр земли — 09. 
Министерство иностранных дел ФРГ в справочнике по переводу названий земель Германии на русский язык рекомендует переводить название Свободное государство Бавария как «Республика Бавария» (в тексте соглашения с городом Москвой используется полное название Баварии «Федеральная земля Вольное государство Бавария»).
По данным на 31 декабря 2015 года:
- территория — 7 055 007,06 га;[7]
- население  — 12 843 514 чел.;[8]
- плотность населения — 182,05 чел./км2;
- землеобеспеченность с учётом внутренних вод — 5493,05 м2/чел.

## География

### Ландшафт
В Баварии находятся три части больших германских ландшафтов: немецкая часть северных Калькальпен и Баварские Альпы с их живописными озёрами; холмистое Баварское плоскогорье, расстилающееся до реки Дунай, и Германское среднегорье с разнообразными ландшафтами. На востоке в Баварию входит часть Франконского Леса, горы Фихтель, части лесов Оберпфельцер-Вальд (нем. Oberpfälzer Wald) и Бёмервальд, на юге — Альпы, на западе — швабская земля Штуфенланд и на севере — Шпессарт и Рён.

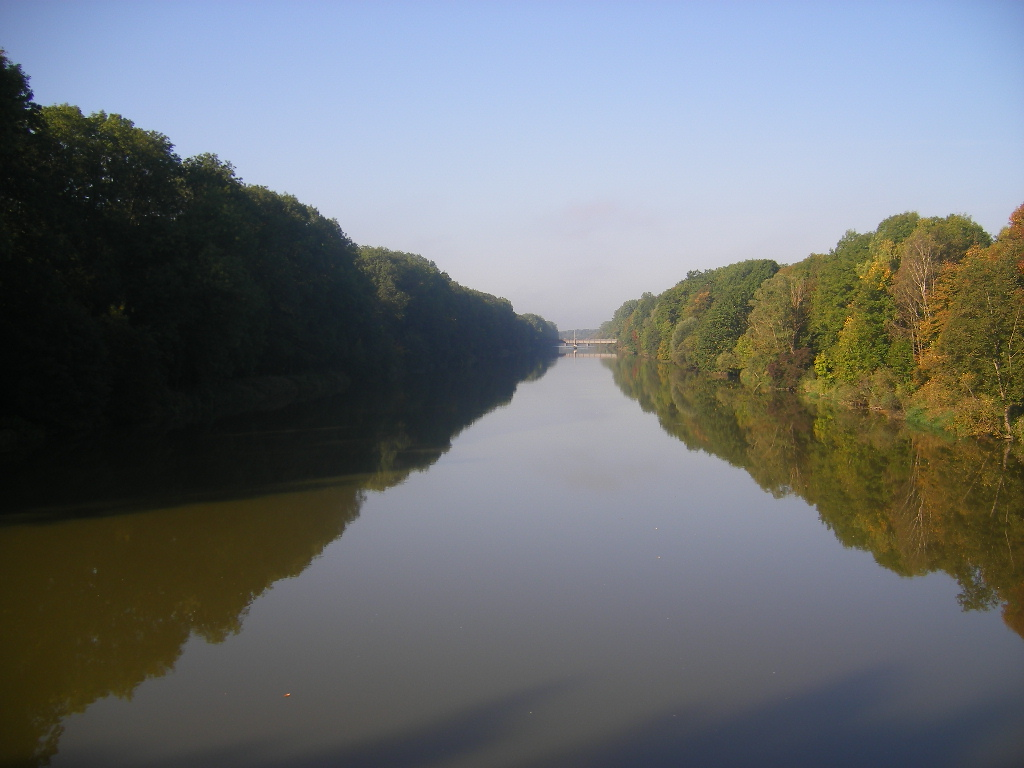
Дунай на территории Баварии

В Баварии много рек, большая часть которых связана с Дунаем. Дунай — вторая по величине река в Европе после Волги. Русло реки местами ограждено дамбами для поддержания судоходства.
На северо-западе Баварии протекает река Майн с притоками, со склонов Франконского Леса и Фихтельгебирге берёт начало река Заале. Бассейны Рейна и Дуная были объединены в 1992 г. каналом Рейн-Майн-Дунай.
Бавария — земля озёр. Около 1600 озёр сосредоточены главным образом в предгорьях Альп. Самые крупные: Кимзе, Аммерзе, Штарнбергское озеро, Тегернзе, Кёнигсзе; самое глубокое — Вальхензе (192 м).
В Франконском Альбе и на юге в Баварских Альпах много небольших карстовых пещер и вертикальных карстовых шахт. Самая глубокая шахта — Гебуртстагсшахт (Geburtstagsschacht, глубина 698 м). Самая большая пещера Баварии — Зальцграбенхёле (Salzgrabenhöhle, 9012 м).

Боденское озеро. На дальнем плане — Швейцария

### Граница
Граница Баварии в общей сложности составляет 2705 км.
| Баден-Вюртемберг | 829 км                                                                    |
| Гессен           | 262 км                                                                    |
| Тюрингия         | 381 км                                                                    |
| Саксония         | 41 км                                                                     |
| Чехия            | 357 км                                                                    |
| Австрия          | 816 км                                                                    |
| Боденское озеро  | 19 км — по Боденскому озеру проходит граница между Баварией и Швейцарией. |

## История Баварии

### Древняя история до 1180 года
Древнейшие обитатели древнебаварских земель были кельтского происхождения, а именно: винделики на плоской возвышенности до Инна, на востоке — тавриски, в Альпах — реты, а на севере — племена бойев, основным местожительством которых были области, прилегающие к рекам Рона и Марна (ныне территория Франции).
Для более успешной защиты Галлии против вторжений варваров Август поручил своим полководцам, Друзу и Тиберию, завоевать эти страны и устроил из них две провинции: Рецию, с главным городом Augusta Vindelicorum (Аугсбург), и Норик. Границей между ними служило течение Инна. Но уже в III веке спокойствию обеих провинций, со временем принявших вполне римский характер, стали угрожать передвижения германских племён. В V веке они временно были заняты герулами, ругами и скирами, вытесненными из своих обиталищ на Дунае нашествием гуннов. Воцарившееся безначалие привело к тому, что страна подпала под власть сначала остготов, а потом, между 530—540 гг., франкских королей Австразии. Но ещё раньше этого, в начале VI века, в ней утвердились новые пришельцы — преимущественно племена маркоманов и квадов, обитавших в Богемии (Bojohemum) и принёсших оттуда название бавары (Bajuwarii). Во главе их с середины VI столетия стояли герцоги из рода Агилольфингов.
Герцогство занимало область между реками Лех и Энс, горами Фихтель и Тридентскими Альпами. Первым герцогом, имя которого упоминается в истории, был Гарибальд I (ум. в 590 г.), имевший свою резиденцию в Регенсбурге. Соединившись с лангобардами против владычества франков, он был разбит последними и принуждён просить мира. Ему наследовал его родственник, Тассилон I (ум. в 612 г.), ознаменовавший себя тем, что он впервые открыл враждебные действия против славян и их союзников аваров. При сыне его, Гарибальде II (ум. около 630 г.), баварцы получили от франкского короля Дагоберта I первые писанные законы (Lex Baiuvariorum, между 628—638 г.). По его же приглашению в Баварию прибыли св. Евстахий и Агил и проповедовали там христианство. Окончательно же христианство было введено при Теодоне II (ум. в 716/718 г.) франкскими миссионерами Рупертом, Эммерамом и Корбинианом.
Герцог Одилон (736—748 г.), зять Карла Мартелла, формально принял королевский титул, но его попытка свергнуть верховную власть франкских королей кончилась тем, что он был низложен Карломаном и Пипином. При нём архиепископ святой Бонифаций разделил баварскую церковь на 4 епископства: Зальцбург, Пассау, Регенсбург и Фрайзинг; вместе с тем учреждено было и несколько монастырей.
Тассилон III (748—788 г.) принуждён был принести на государственном сейме в Компьене присягу на верность Пипину Короткому, и получил от него свои наследственные владения в лен. Но впоследствии он нарушил эту присягу и соединился с тестем своим, лангобардским королём Дезидерием и аквитанским герцогом против франков. После низвержения Дезидерия Карл Великий обратился против его союзника и угрозой войны заставил его возобновить присягу в Вормсе и выдать заложников. Тассилон, однако, не подчинился и завязал сношения с аварами, за что был вызван 788 г. на государственный сейм в Ингельгейм, осуждён за клятвопреступление на смертную казнь и вместе со всей семьёй заточён в монастырь, где род его и угас. Бавария, хотя осталась по-прежнему герцогством и сохранила свои древние законы, была разделена на несколько небольших округов, подчинённых, подобно другим областям государства, управлению графов. Таким образом, Бавария сделалась провинцией Франкийского государства и получила одинаковую с ним политическую организацию.

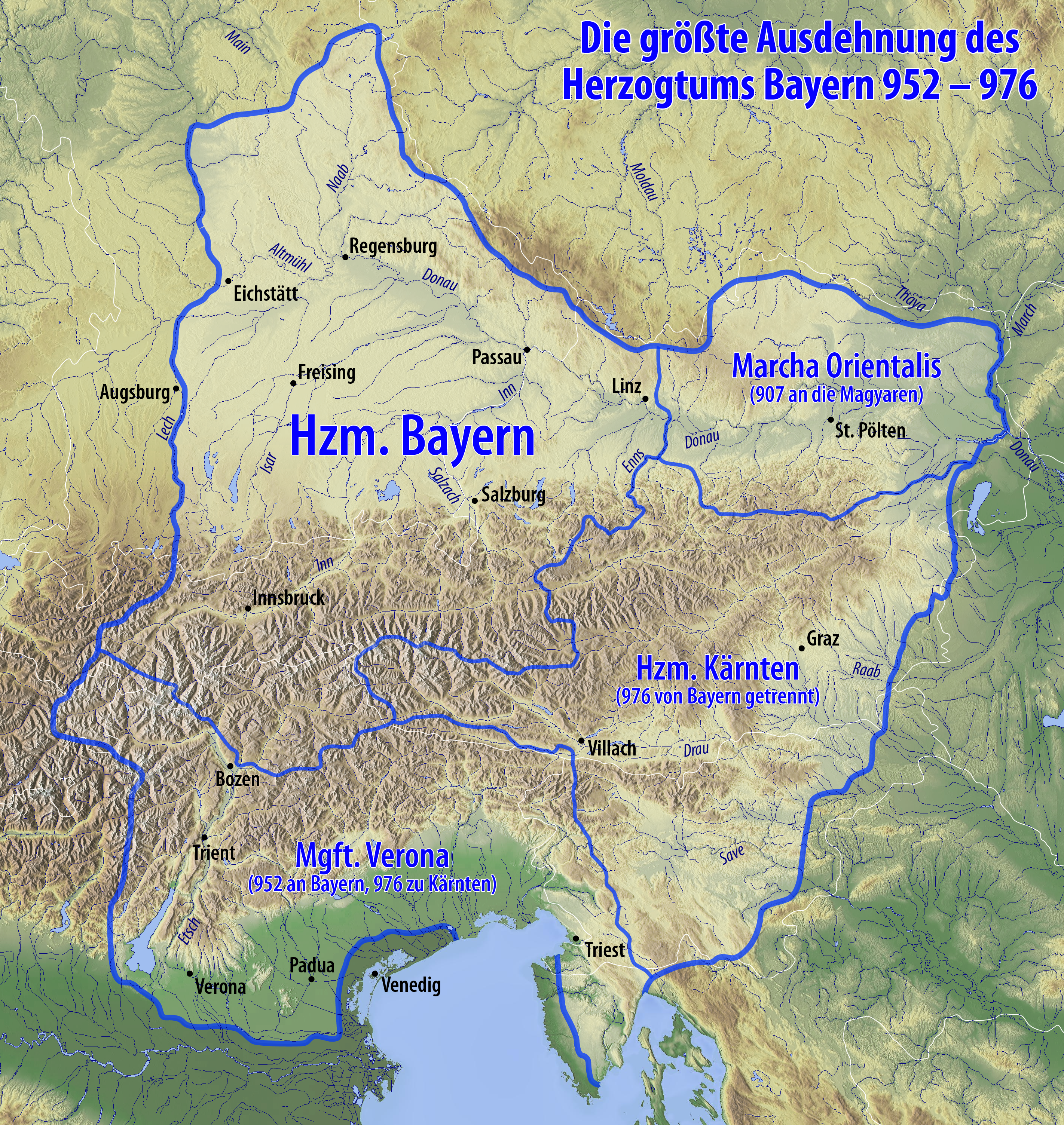
Бавария в X веке

При разделе государства, предпринятом Карлом Великим, Бавария вместе с Италией досталась второму сыну его Пипину, умершему ещё при жизни отца. Людовик Благочестивый, наследовавший Карлу Великому, передал сначала управление своему старшему сыну Лотарю с титулом короля, но при новом разделении 817 г. она перешла к Людовику II, прозванному потом Немецким, который называл себя rex Bojoariorum и избрал своей резиденцией Регенсбург. Людовик непрерывно воевал со славянскими народами, причиняя много вреда своими частыми набегами. Тем временем мало-помалу окрепла светская власть епископов и усилилось могущество пфальцграфов, правивших в качестве наместников. После смерти Людовика Немецкого (876 г.), сын его Карломан сделался королём Баварии, к которой в то время принадлежали ещё Каринтия, Крайна, Истрия, Фриуль, Паннония, Богемия и Моравия.

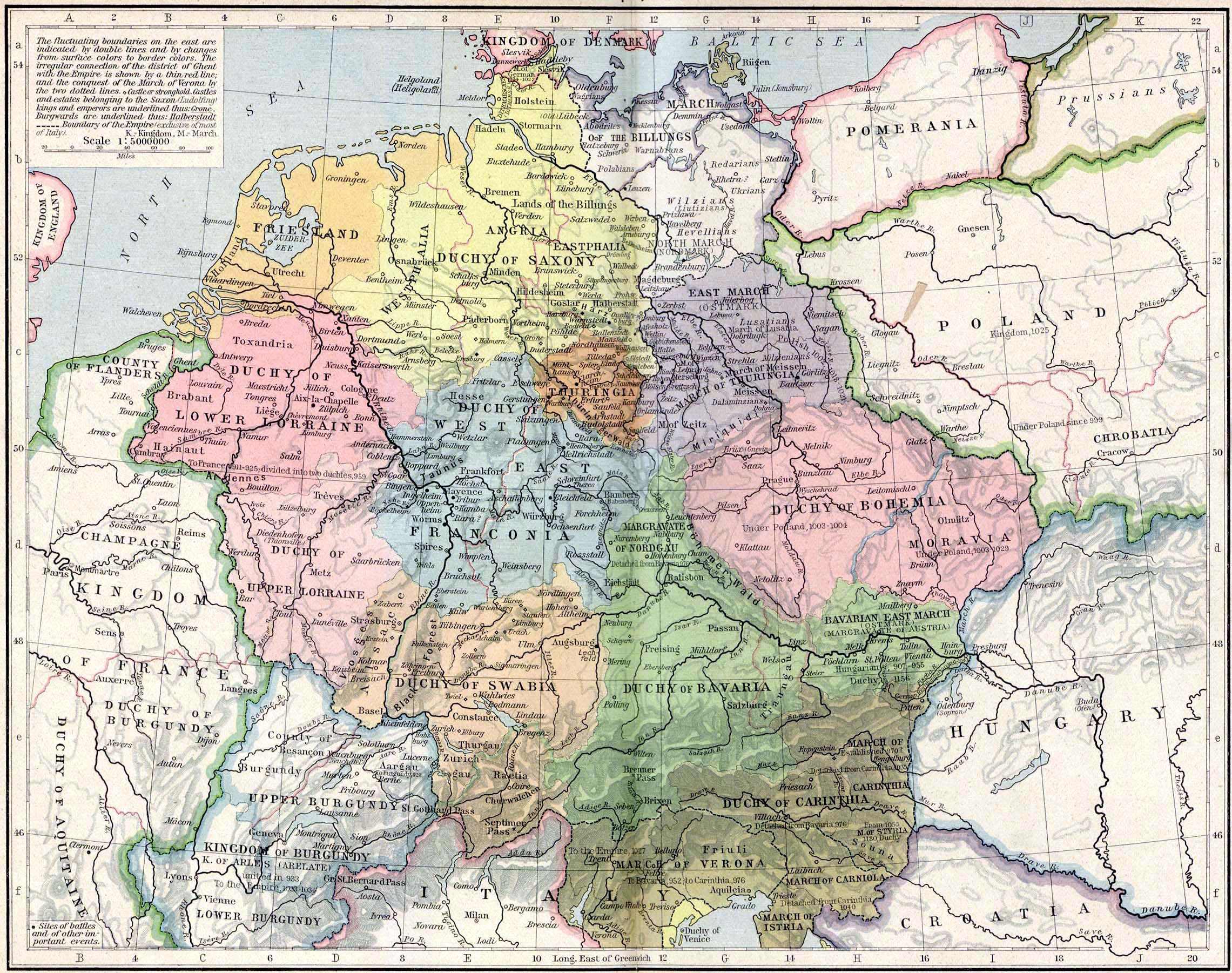
Германия в 919—1125 годах

Карломану наследовал (879 г.) его младший брат Людовик III, а после его смерти (881) второй брат Карл III Толстый, который, получив в 884 г. и корону Франции, соединил таким образом под своей властью все государства Карла Великого. После него она перешла (887 г.) к побочному сыну Карломана Арнульфу, а затем (899) к сыну его Людовику Дитяти, в правление которого Бавария много пострадала от нападений венгров. С Людовиком Дитятей прекратился (911 г.) род Каролингов, и баварцы избрали своим герцогом сына маркграфа Луитпольда, Арнульфа II Злого, известного своей враждой с императором Конрадом I. После его смерти Оттон I Великий отобрал Баварию у сына Арнульфа, Эбергарда, передав её его дяде, Бертольду (ум. в 947 г.), а затем своему брату Генриху I, назначив брата Эбергарда, Арнульфа, пфальцграфом Баварии. Это подало повод к внутренним раздорам, сделавшим Баварию театром опустошительных войн. Воспользовавшись вспыхнувшим против императора и герцога Генриха восстанием, Арнульф старался снова завладеть своим наследственным герцогством Бавария, и призвал на помощь венгерцев, которые вторглись в Баварию, опустошили её, но были разбиты Оттоном на Лехфельде. Генриху I наследовал сын его Генрих II Строптивый, один из образованнейших князей того времени и непримиримый враг Оттона II, который отнял у него Баварию и передал её Оттону Швабскому (ум. в 982 г.). После смерти Отгона II Генрих снова получил герцогство Баварию, которое после него (995 г.) перешло к сыну его Генриху IV, сделавшемуся потом императором германским под именем Генриха II. Со смертью его в истории Баварии наступает почти 200-летний период, в течение которого стране пришлось много вытерпеть, как от Крестовых походов, лишивших её значительной части населения, так и от вечной смены герцогов, то назначаемых, то снова изгоняемых императорами, и которые своими взаимными раздорами не давали ей успокоиться. Наконец, после изгнания Генриха XII Льва (основателя Мюнхена), Бавария перешла (1180 г.) к пфальцграфу Оттону Виттельсбахскому, родоначальнику баварского и пфальцского дома.

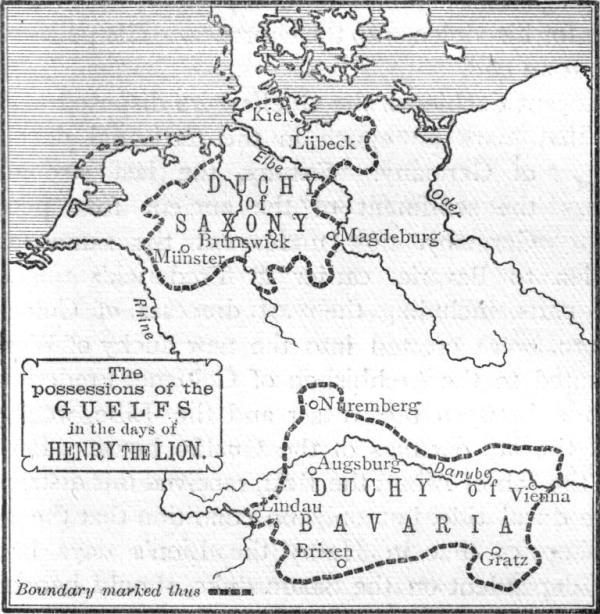
Владения Генриха Льва

### Герцог Оттон Виттельсбахский
Герцог Оттон I Виттельсбах (умер в 1183 г.) и его деятельный преемник Людвиг I значительно расширили свои наследственные владения, а последний, кроме того, получил от императора Фридриха II в лен Рейнский Пфальц. Людвиг умер в 1231 г. от удара кинжалом, нанесённым ему каким-то неизвестным на Кельгеймском мосту (отсюда его название — Л. Кельгеймский); ему Бавария обязана основанием города Ландсхута.

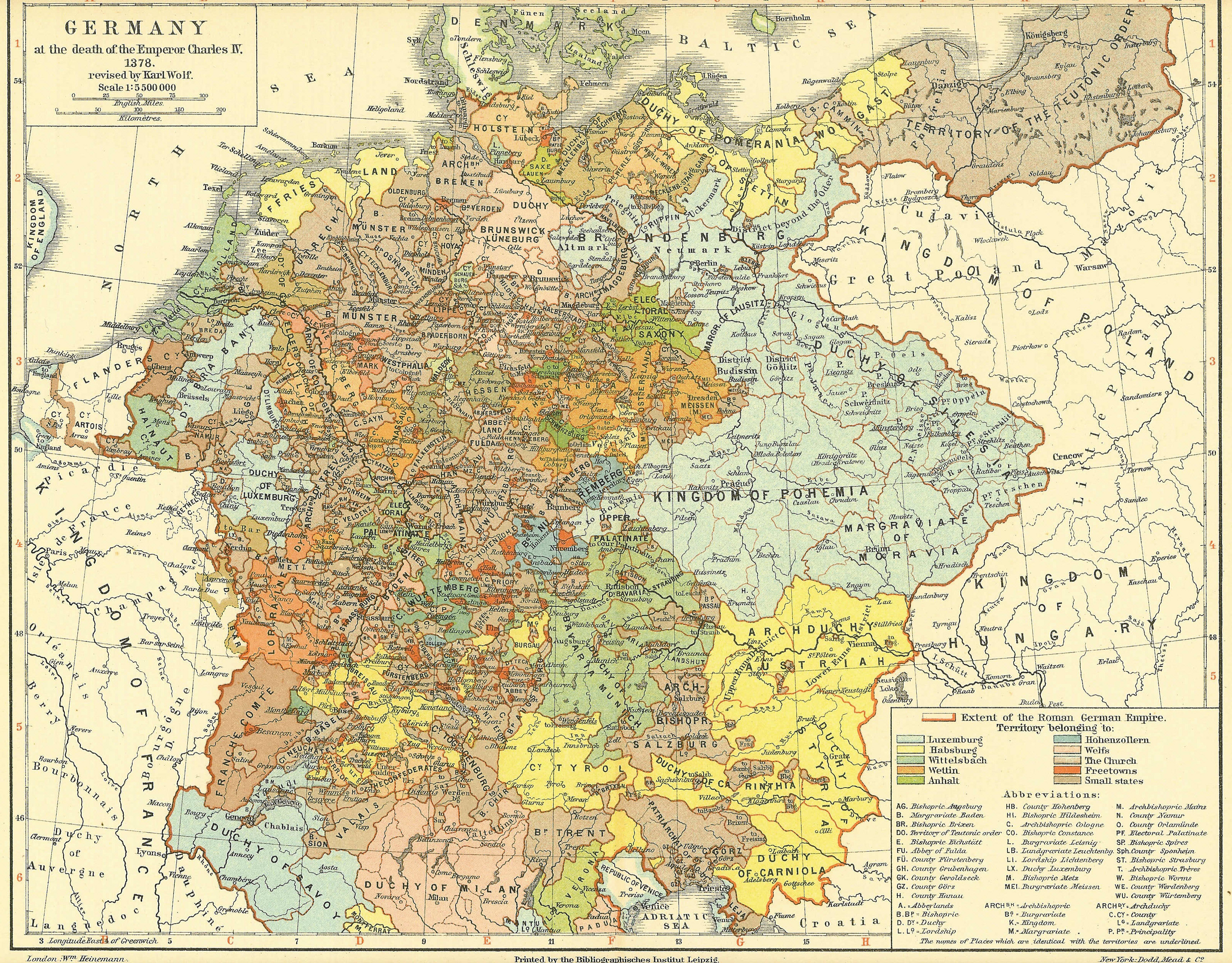
Бавария и её соседи в 1378 г.

Правление его сына, Оттона Светлейшего (1231—1253 г.), ознаменовалось внутренними раздорами из-за светской власти епископов, стремившихся к полной независимости. За свою приверженность к императору он был отлучён папой от церкви. Сыновья его, Людвиг II Суровый и Генрих XIII, два года правили вместе, но в 1255 г. разделили между собой страну, причём Людвиг получил Верхнюю Баварию с Мюнхеном, Рейнский Пфальц и титул курфюрста, а Генрих, линия которого через несколько лет прекратилась, сделался владетелем Нижней Баварии с главным городом Ландсгутом. Кроме того, обоим братьям досталось наследство погибшего в ходе похода в Италию короля Иерусалима и герцога Швабии Конрадина Гогенштауфена. Один из двух сыновей Людвига II (ум. в 1253 г.), Людвиг, был избран в императоры под именем Людвига IV Баварского. В 1329 г. он заключил с сыновьями своего брата раздельный договор в Павии, по которому последним были предоставлены Рейнский Пфальц и Верхний Пфальц; обе стороны лишились права отчуждения своих владений и наследования в женской линии, тогда как титул курфюрста должен был принадлежать обоим поочерёдно. Впрочем, последнее постановление было отменено Золотой буллой (1356 г.), представившей курфюрстское достоинство Пфальцскому дому.
Таким образом, возникли две главные линии Виттельсбахского дома: Пфальцская и Баварская. По прекращении нижнебаварской линии император Людовик, с согласия сословий, присоединил Нижнюю Баварию к Верхней. Ему Бавария обязана также многими улучшениями в порядке внутреннего управления; так, он даровал Мюнхену городское право, издал гражданское уложение для Верхней Баварии и новые судопроизводственные законы для Нижней Баварии Людовик (ум. в 1347 г.) оставил после себя шесть сыновей и богатое наследство, к которому, кроме Баварии, принадлежали Бранденбург, голландские и зееландские провинции, Тироль и т. д. Но эти внешние владения скоро были утрачены, и между отдельными линиями начались раздоры и междоусобицы, окончившиеся 1505 соединением большей части древнебаварских земель в руках Альбрехта IV.
В XIV веке положено было начало постепенному развитию сословного государственного устройства Баварии, так как, пользуясь затруднениями и раздорами своих князей, дворянство и города вымогали от них разные права и льготы, встречая поддержку со стороны владетелей духовных княжеств и имуществ. Сословия (прелаты, рыцари и города) собирались, когда им заблагорассудится, и притом либо в виде «сейма» (соединённые сословия), либо в виде отдельных сословий, из которых каждое образовало свой особый союз. Общие государственные законы предварительно обсуждались постоянной сословной комиссией, совместно с советниками герцога, а затем поступали на окончательное утверждение сейма. Развёрстка утверждённых налогов производилась опять-таки сословиями, которые взимали и расходовали их через своих людей, а не через герцогских чиновников. Тяжёлый кризис пришлось пережить сословной конституции Баварии в начале правления герцога Альбрехт IV, абсолютистские поползновения которого вызвали энергичное сопротивление нижнебаварских чинов, дошедшее до открытого восстания. В 1506 г. сословия Нижней и Верхней Баварии соединились в одно сословное собрание, и герцог Альбрехт, сознавая весь вред существовавшего до сих пор дробления на уделы, добился от них признания единства и нераздельности государства и порядка престолонаследия по праву первородства. Согласно с этим, из трёх его сыновей: Вильгельма IV, Людвига и Эрнста, ему должен был наследовать один только Вильгельм; однако после его смерти (1508 г.) начались распри, приведшие к совместному правлению Вильгельма и Людвига.

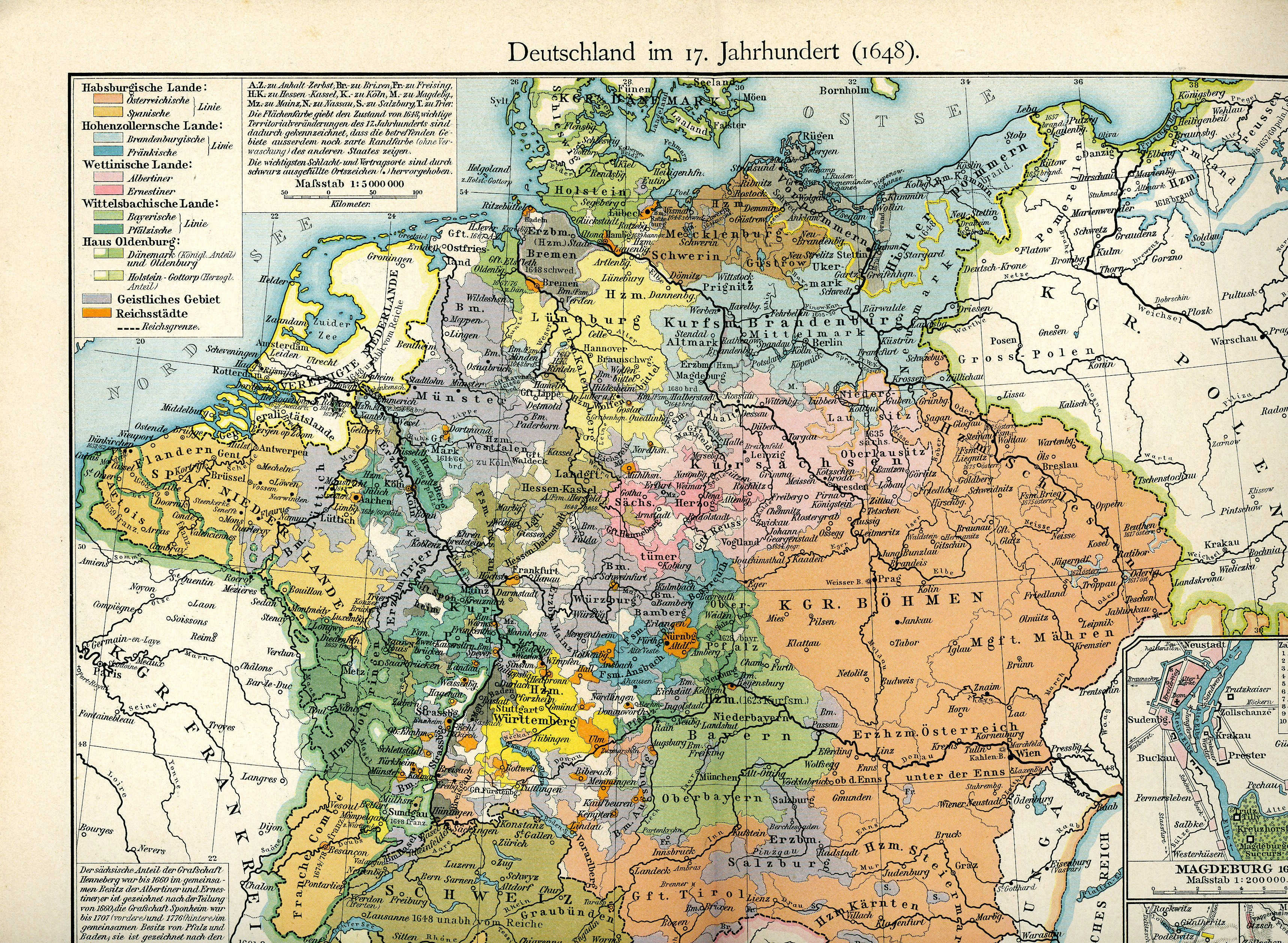
Германские государства в 1648 г.

Оба они оказали Реформации, нашедшей многочисленных приверженцев и в Баварии, самое решительное противодействие и в 1541 г. призвали в страну иезуитов. Вильгельм умер в 1550 г. Сын его Альбрехт V Великодушный тоже был другом иезуитов, но вместе с тем покровительствовал наукам и искусствам. Из трёх его сыновей ему наследовал в 1579 г. Вильгельм V Благочестивый, который в 1597 г. вынужден был сеймом передать правление своему старшему сыну Максимилиану I и удалиться в монастырь. Максимилиан I, одарённый редкими способностями, был душой лиги, образовавшейся против протестантской Унии. Во время 30-летней войны император Фердинанд II пожаловал ему (1623 г.) Пфальцское курфюршество и в виде залога на военные издержки передал ему Верхний Пфальц. Вестфальский мир упрочил за Максимилианом I титул пятого избирателя и владение Верхним Пфальцем, вместе с тем учреждено было восьмое курфюршество для Пфальцской линии и за нею утверждено право наследства на Баварию, в случае прекращения потомства Вильгельма. Максимилиан умер 27 сентября 1651 г. после 55-летнего царствования. При его мирном и бережливом преемнике Фердинанде-Марии в последний раз собрался баварский сейм, не отличавшийся многолюдством; с этого времени все права сейма перешли к постоянной сословной комиссии, получившей название сословной управы (Landschafts Verordnung), первоначально избиравшейся только на 9 лет. Фердинанду-Марии наследовал 1679 г. его сын, Максимилиан II Эмануэль, принявший в войне за Испанское наследство сторону Франции. Вследствие этого, после битвы при Гохштедте (1701 г.), император обошёлся с Баварией как с завоёванной страной: Максимилиан был объявлен изменником и лишён своих прав, которые были возвращены ему только по Баденскому миру 1714 г. Ему наследовал в 1726 г. Карл Альбрехт. Основываясь на брачном договоре между герцогом Альбрехтом V и его супругой Анной, дочерью императора Фердинанда I, подкреплённый также завещанием последнего, он предъявил после смерти Карла VI притязания на большую часть Австрийского наследства и начал войну против Марии-Терезии. Вспомоществуемый французской армией, он завоевал всю Верхнюю Австрию, провозгласил себя после завоевания Праги королём богемским и в 1742 г. был избран во Франкфурте в немецкие императоры, под именем Карла VII. Однако на этом торжество его и закончилось. Австрия заняла своими войсками Баварию, и Карл Альбрехт, поспешивший в Мюнхен, скоропостижно умер 20 января 1745 г.

### Максимилиан Иосиф
Сын его и наследник, Максимилиан Иосиф, заключил с Австрией мир в Фюссене, 22 апреля 1745 г., признав Прагматическую санкцию и взамен получив обратно все завоёванные Австрией баварские земли. Искренно проникнутый желанием видеть свою страну счастливой, он обратил все своё внимание на улучшение земледелия, ремёсел, горного дела, правосудия, полиции, финансов и народного образования. Он учредил Академию наук в Мюнхене (1759 г.) и щедро покровительствовал искусствам. Будучи бездетным, он подтвердил все существовавшие наследственные договоры с домом пфальцских курфюрстов.
Как по договорам Виттельсбахского дома, так и по определениям Вестфальского мира, пфальцскому курфюрсту бесспорно принадлежали права наследства на Баварию, когда со смертью Максимилиана Иосифа 30 декабря 1777 г. угасла Виттельсбахская линия. Но неожиданно для всех Австрия выступила с притязаниями на Нижнюю Баварию и заняла несколько округов. Наследник и преемник Миксимилиана Иосифа, бездетный Карл Теодор, сдавшись на увещания императора Иосифа II, подписал 3 и 14 января 1778 г. соглашение, в котором обещал Австрии уступку Нижней Баварию, владения Миндельгейм и богемских ленов в Верхнем Пфальце. Но герцог Карл Цвейбрюкенский, как ближайший агнат и вероятный наследник Баварии, объявил себя против этой уступки, побуждаемый к тому прусским королём Фридрихом II. Это и послужило поводом к так называемой войне за баварское наследство, которая, однако, окончилась без кровопролития Тешенским миром 1779 г., благодаря преимущественно вмешательству России, высказавшейся против Австрии. За курфюрстом пфальц-баварским было обеспечено бесспорное владение Баварией, за исключением Иннской четверти с Браунау (38 кв. миль), отошедшей к Австрии. Вместе с тем, согласно постановлениям Вестфальского мира, прекратило своё существование и восьмое курфюршество.

### Новая история

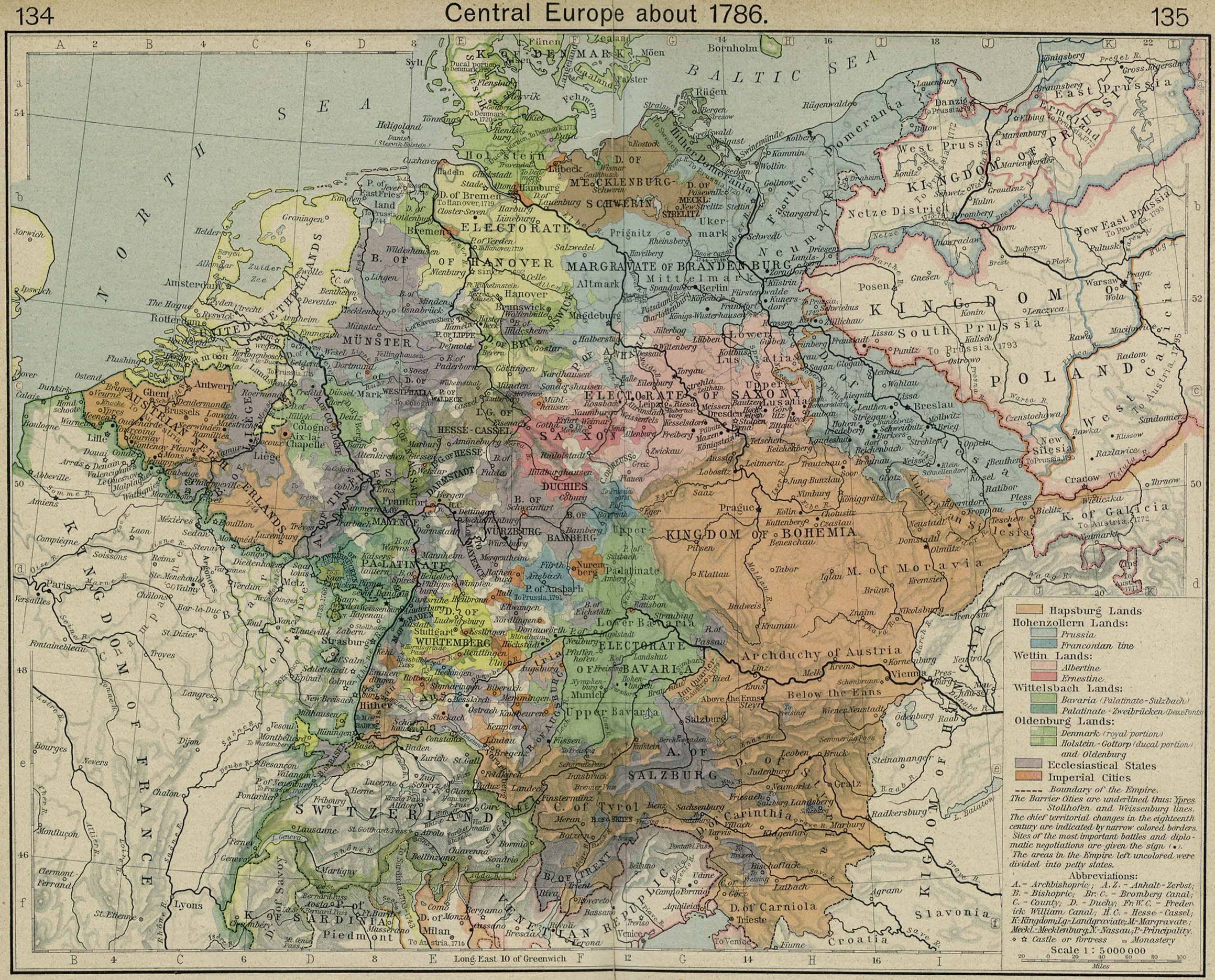
Бавария и её соседи в 1786 г.

Карл Теодор умер 16 февраля 1799 г. С ним угасла Нойбург-Зальцбахская линия царствующей династии и курфюршеское достоинство перешло к Цвайбрюккенской линии. Герцог Карл умер ещё в 1795 г., не оставив после себя детей, а потому правление перешло к его брату, Максимилиану IV Иосифу. Последний немедленно подтвердил (патент от 16 февраля 1799 г.) права сословий, но в то же время наотрез отказал в созыве общего сейма и через своего министра Монжеля ввёл систему так называемого просвещённого деспотизма. Последовал ряд мер, открывших собой новую эру: смягчение цензуры, ограничение власти духовенства в светских делах и упразднение монастырей. Но все это обходилось не без насилия и расхищения общественного добра. По Люневильскому миру (4 февраля 1801 г.), Бавария потеряла весь Рейнский Пфальц, герцогства Цвайбрюккен и Йюлих, но получила за это богатое вознаграждение, именно епископство Вюрцбург, Бамберг, Фрайзинг и Аугсбург, часть Пассау вместе с 12 аббатствами и 17 имперскими городами, в числе которых были Ульм, Кемптен, Мемминген, Нёрдлинген и Швайнфурт. Бавария приобрела таким образом 60 кв. миль и порядка 110000 жителей. Прессбургским миром территория Баварии была увеличена ещё на 500 кв. миль и на 1 млн жителей. В числе новых приобретений находились Тироль, Форарльберг, маркграфство Бургау, княжество Эйхштет, маркграфство Ансбах, взамен чего Вюрцбург отошёл к прежнему великому герцогу Тосканскому, а герцогство Берг — к Франции. Из рук иноземного завоевателя курфюрст получил державную власть и королевский титул, принятый им 1 января 1806 г. под именем Максимилиана Иосифа. Вслед за этим он стал во главе тех немецких владетельных князей, которые 12 июля 1806 г. подписали акт об учреждении Рейнского союза, приняв на себя обязательство в случае войны выставлять для французского императора контингент из 30 000 солдат. Вскоре к новому королевству был присоединён и имперский город Нюрнберг; та же участь постигла и инклавы. Старое сосословное устройство было фактически отменено, и правительство самовольно присвоило себе право взимания налогов. Формальное упразднение старой конституции последовало 1 мая 1808 г. провозглашением новой, пожалованной конституции, которая обещала равенство перед законом, равенство обложения, свободу совести и общее, а не сословное представительство, но всё осталось только на бумаге.
За участие в кампании 1809 г. против Австрии Бавария получила в награду княжество Регенсбург, маркграфства Байройт, Зальцбург, Берхтесгаден, уступив, со своей стороны, Южный Тироль, Ульм и некоторые другие округи. Бавария насчитывала в это время 3 млн. 300 тыс. жителей.
В Русской кампании 1812 года баварский контингент в 30000 чел. почти весь погиб от холода и голода. В 1813 г. она выставила новую армию под команду Наполеона и вместе с тем сосредоточила наблюдательный корпус на австрийской границе.
Но, видя опасность положения Наполеона, баварское правительство сразу изменило свою политику. За 10 дней до решительной битвы при Лейпциге она вышла из Рейнского союза и заключила договор с Австрией, по которому за уступку Тироля, Форарльберга, Зальцбурга, Иннской четверти и т. д. за ней обеспечены были все остальные владения, вместе с Вюрцбургом, Ашаффенбургом и некоторой частью левого берега Рейна, образовавшей затем Баварский Пфальц. С тех пор Бавария перешла на сторону союзников и участвовала в походах 1814 и 1815 гг.
На Венском конгрессе были окончательно упорядочены территориальные границы и за баварским королём признаны права самодержавного государя. Король Максимилиан Иосиф, по причине своей доброты и расточительности, был оттеснён от управления страной умным, энергичным и деспотичным министром Монжеля (Montgelas). В Баварии были насаждены многие французские учреждения, притом не всегда самые лучшие. Зато просвещение и образованность несомненно сделали успехи, хотя довольно односторонние. На Венском конгрессе, а также после падения Монжеля (1817 г.), баварское правительство ревниво оберегало свои державные привилегии, и в этом заключалась одна из причин неудачи всех тогдашних попыток к объединению Германии на более широких основаниях, чем это могло быть достигнуто союзной конституцией.
26 мая 1818 г. последовало обнародование конституции. Это была жалованная конституция. В силу её Бавария должна была оставаться на вечные времена самостоятельным государством, не сливаясь с какой-либо другой монархией. Все граждане государства одинаково должны нести общественные тягости и одинаково пользуются личной свободой. Вместе с тем провозглашена свобода совести и печати — последняя с известными ограничениями. Законодательная власть вручается королю совокупно с двумя палатами: государственных советников и палатой депутатов. Последняя избирается на 6-летний срок и каждые три года должна быть обязательно созвана на два месяца. Предложение законов может исходить только от короля, и решения палат получают законную силу только после утверждения верховной власти. Зато все постановления, касающиеся прав собственности и налогов, могут издаваться лишь при участии и с одобрения палат. Обнародованию конституции предшествовало издание эдикта об устройстве общин на довольно либеральных для того времени основаниях. Вместе с тем был заключён конкордат с римской курией, включённый в состав конституции. Уже на первом сейме 1819 г. палата представителей обнаружила смелость, способность и практический смысл. Сеймы 1822 г. и 1825 г. заняты были преимущественно прениями о финансах, сопровождавшимися многими неприятными для правительства разоблачениями, а также обсуждением нового таможенного законодательства, улучшением судоустройства, учреждением кассы погашения, смягчением цеховых и других ограничений и т. д.

### Правление Людвига I 1825—1848 гг.
После смерти Максимилиана I 13 октября 1825 года на трон взошёл его сын, ставший править под именем Людвиг I. Он вошёл в историю как покровитель наук и искусств. В 1826 году он перевёл из Ландсхута в Мюнхен университет, который ныне известен как Мюнхенский университет, реорганизовал Академию художеств. Под его руководством Мюнхен стал превращаться во «вторые Афины». Однако предприятия короля требовали огромных расходов, чему не особенно сочувствовали члены Палаты депутатов. Это, а также Бельгийская революция в Объединённом Нидерландском королевстве и Июльская революция во Франции, привело к тому, что первоначально либеральный король стал реакционером.
В 1837 году к власти пришли ультрамонтанты, и первым министром стал Карл фон Абель. Первую скрипку в стране стали играть иезуиты, начались гонения на протестантов, одна за другой из Конституции удалялись либеральные статьи. При этом Людвиг сочувственно отнёсся к греческому восстанию, и согласился на избрание своего сына, Оттона, греческим королём, что очень недёшево обошлось баварскому казначейству, принуждённому поддерживать короля разорённой страны.
Однако к коллапсу клерикального режима в Баварии привели не народные протесты, а любовные похождения короля. В 1846 году он подпал под сильное влияние ирландской авантюристки Элизы Гильберт, выдававшей себя за «испанскую танцовщицу Лолу Монтес», которой удалось, как говорили, «победить Лойолу», то есть свергнуть клерикальное министерство Абеля, а потом и умеренное министерство Маурера. Первым министром стал принц Людвиг фон Эттинген-Валленштайн, кабинет которого стали называть «министерством Лолы». Новый первый министр пытался завоевать симпатии либералов, апеллируя к пангерманизму, но так и не смог сформировать дееспособного правительства.

### Революция 1848—1849 годов
В 1848 году новости о революции во Франции привели к народным волнениям. 11 марта король отправил в отставку первого министра, а 20 марта, осознав степень народного возмущения своим правлением, отрёкся от престола сам. Новым королём стал его сын, Максимилиан II.
Ещё 6 марта 1848 года Людвиг I издал прокламацию, в которой обещал, что баварское правительство будет действовать ради свободы и единства Германии. Действуя в духе этой прокламации, Максимилиан II признал власть созванного во Франкфурте Германского парламента, а 19 декабря издал указ о действии в Баварии всех законов, принимаемых Германским парламентом. Однако главенство среди германских государств всё больше стало переходить к Пруссии, а не к Австрии. Максимилиан был поддержан парламентом, когда отказался согласиться с предложением о вручении имперской короны прусскому королю Фридриху Вильгельму IV. Однако Максимилиан пошёл вопреки воле народа, отказавшись поддержать проект германской Конституции, когда выяснилось, что согласно ему из состава Германского союза исключается Австрия.

### Правление Максимилиана II 1848—1864 гг.
После отречения короля Баварии Людвига I на престол Баварии в 1848 г. вступает его сын Максимилиан II.

### Бавария во время объединения Германии
Баварское королевство первоначально противодействовало усилению роли Пруссии в Германии. В австро-прусской войне 1866 г. Бавария выступила на стороне Австрии. Результатом участия в этой войне для Баварии стало поражение; по условиям мирного договора Бавария уступила Пруссии ряд территорий, а именно округа Орб и Герсфельд, лежащие в Шпесарте и Рёнских горах, с 32976 жителями, и должна была выплатить 30 млн флоринов военной контрибуции. Кроме того, вследствие распада Германского союза и образования нового Северогерманского союза, в состав которого южногерманские государства, в том числе и Бавария, согласно особым франко-прусским договорённостям не могли быть включены, королевство оказалось в политической изоляции.
С этого времени начинается сближение Баварии и Пруссии, результатом которой стало участие Баварии во Франко-прусской войне 1870—1871 годов на стороне последней. В ходе этой войны баварские войска действовали превосходно. Доблесть их засвидетельствована сражениями при Вайсенбурге и Вёрте, под Седаном, Парижем и Орлеаном. Общий подъём национального сознания в то время был так силён, что население Баварии в многочисленных адресах, обращённых к правительству, ходатайствовало о присоединении к Северогерманскому союзу. Тем не менее при переговорах с Союзом по этому вопросу баварское правительство старалось выговорить себе максимальные преференции. Наконец 23 ноября 1870 года был подписан договор о присоединении Баварии к Союзу. По этому договору, Бавария сохранила за собой свою собственную дипломатию, заведование армией, почтой, телеграфом, железными дорогами, систему налогообложения и полную самостоятельность в вопросах о подданстве и праве поселения. Аналогичные договоры были заключены и остальными южногерманскими государствами. В Северогерманский союз таким образом вошли все государства-члены бывшего Германского союза, кроме Австрии, Люксембурга и Лихтенштейна.

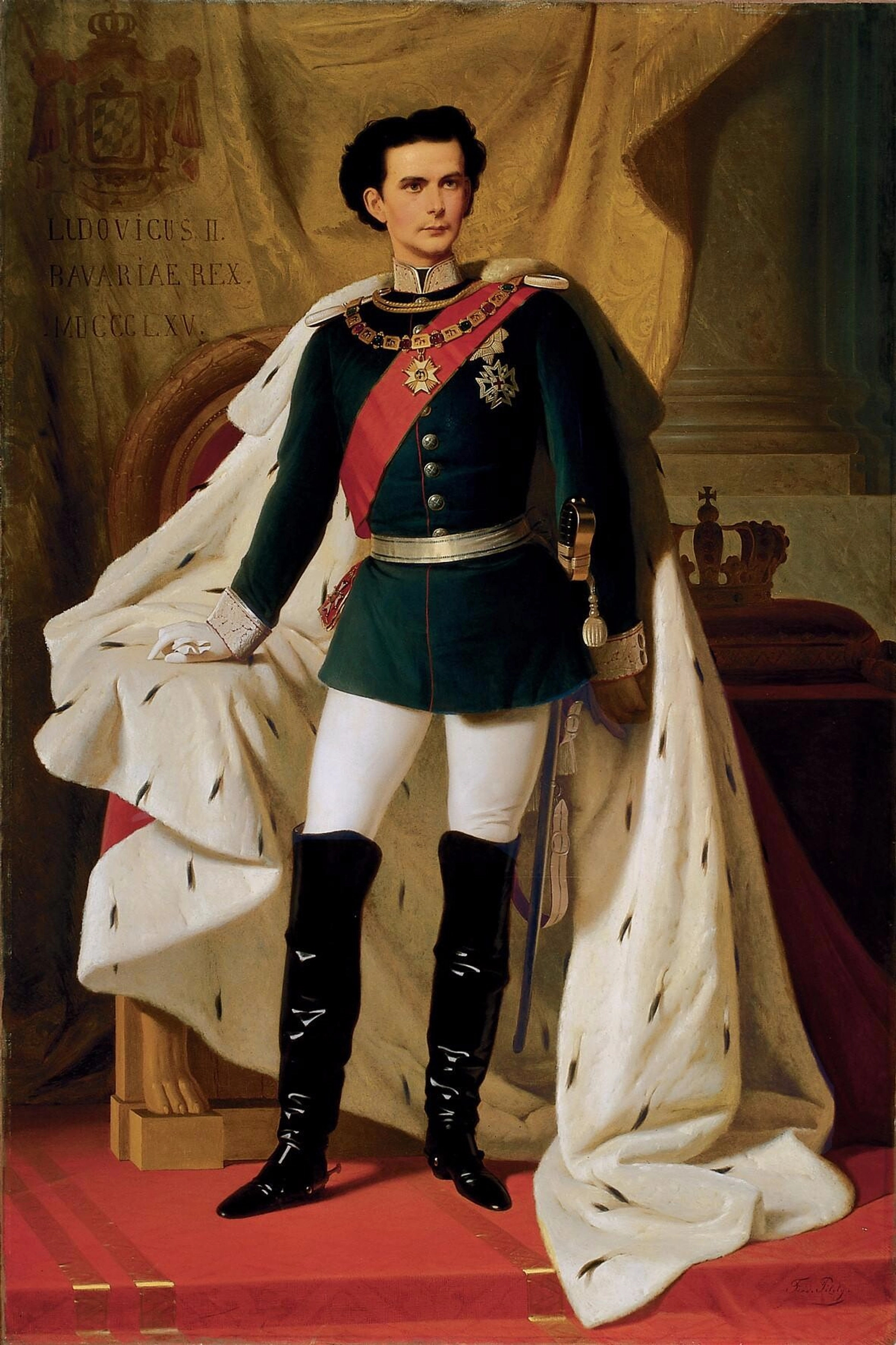
Людвиг II

30 ноября 1870 король Баварии Людвиг II по соглашению с другими германскими монархами обратился к прусскому королю с так называемым «Императорским письмом», в котором просил прусского короля Вильгельма I принять титул немецкого императора. За это Бисмарк гарантировал Людвигу значительные денежные выплаты из специально созданного фонда Вельфов.
18 января 1871 года в Версальском дворце под Парижем Бисмарк в присутствии немецких князей зачитал текст провозглашения прусского короля императором Германской империи. 16 апреля того же года была принята конституция нового государства, частью которого отныне являлась Бавария.

### Бавария в составе Германской империи
8 ноября 1918 была отменена монархия

### Бавария в составе Веймарской республики
12 ноября 1918 года на базе баварского отделения католической Партии Центра была создана Баварская народная партия (БНП). С 1919 по 1933 годы БНП была самой влиятельной политической силой в Баварии, неизменно входя во все провинциальные правительства. Её представители трижды становились премьер-министрами Баварии:
- Гуго фон Лерхенфельд-Кёферинг (21 сентября 1921 — 8 ноября 1922),
- Ойген фон Книллинг (8 ноября 1922 — 1 июля 1924),
- Генрих Хельд (2 июля 1924 — 10 марта 1933).

В ноябре 1923 года в Мюнхене была совершена первая попытка захвата власти нацистами, в ходе Пивного путча. Он был подавлен, его инициаторы во главе с А. Гитлером арестованы. Гитлер и его соратники отбывали наказание в тюрьме Ландсберга.

### Бавария в составе нацистской Германии
Во времена нацистской Германии федеративное устройство было ликвидировано. Территория Баварии была разделена между несколькими рейхсгау. В Нюрнберге проводились съезды НСДАП. Во время Второй мировой войны Мюнхен, Нюрнберг и другие города получили сильные разрушения от бомбардировок. Позднее Бавария была оккупирована американскими войсками.

### Бавария после Второй мировой войны
Рейнский Пфальц был отделён от Баварии в 1946 году и стал частью новой земли Рейнланд-Пфальц. Во время холодной войны Бавария была частью Западной Германии. В 1949 году Свободное государство Бавария предпочло не подписывать Учредительный договор (Gründungsvertrag) для образования Федеративной Республики Германии, выступая против разделения Германии на два государства после Второй мировой войны. Баварский парламент не подписал Основной закон ФРГ, главным образом потому, что, по его мнению, этот закон предоставлял недостаточно полномочий отдельным землям, но в то же время решил, что он всё же вступит в силу в Баварии, если две трети других земель ратифицируют его. Все остальные земли ратифицировали его, и закон вошёл в силу.

## Государственный строй
Бавария обладает собственной конституцией. Она вступила в силу 8 декабря 1946 года. Обладает статусом свободного государства.
Законодательный орган федеральной земли — Баварский ландтаг (нем. Bayerischer Landtag; с 1999 однопалатный, в 1946—1999 годах в парламенте была верхняя палата — Сенат), который избирается населением на 5 лет. Исполнительный орган — Баварское правительство (Bayerische Staatsregierung), которое формируется ландтагом и состоит из:
- премьер-министр Баварии (нем. Bayerischer Ministerpräsident) — премьер-министр, глава правительства Баварии,
- баварских государственных министров
- баварских государственных секретарей.

Орган конституционного надзора — Баварский конституционный суд (Bayerischer Verfassungsgerichtshof) (ранее — Баварский государственный суд правосудия (Bayerischer Staatsgerichtshof)), высшие судебные инстанции — Высший земельный суд Бамберга (Oberlandesgericht Bamberg), Высший земельный суд Мюнхена (Oberlandesgericht München) и Высший земельный суд Нюрнберга (Oberlandesgericht Nürnberg) (до 1932 года также Высший земельный суд Аугсбурга (Oberlandesgericht Augsburg)), до 2006 года над ними стоял Баварский Верховный земельный суд (Bayerisches Oberstes Landesgericht), высшая судебная инстанция административной юстиции — Баварский административный суд (Bayerischer Verwaltungsgerichtshof).
Бавария, так же, как Саксония (земля) и Тюрингия, — не конфедеративная административно-территориальная единица. Официально она называется «Свободное государство», то есть республика, при этом находится в составе другой страны.

## Политика
В течение долгого времени у власти в Баварии находился Христианско-социальный союз (ХСС), который почти всегда получал более 50 процентов голосов во время выборов в ландтаг. Однако, во время состоявшихся 28 сентября 2008 года выборов, партия не смогла получить абсолютное большинство мест в ландтаге и была вынуждена вступить в переговоры с СвДП о формировании коалиционного правительства. В связи с неудачей на выборах, тогдашний премьер-министр Баварии, Гюнтер Бекштайн, был вынужден подать в отставку. Председателю ХСС Эрвину Хуберу также пришлось уйти со своего поста. 25 октября 2008 года, на партийном собрании ХСС, новым лидером партии был избран Хорст Зеехофер. После голосования в ландтаге 27 октября 2008 года Хорст Зеехофер был также избран премьер-министром Баварии. В тот же день депутаты ландтага впервые в истории Баварии избрали своим председателем женщину — Барбару Штамм.
На выборах 2013 года ХСС набрал 47,7 %, получив 101 мест из 180. СДПГ набрала 20,6 % и получила 42 места. СвДП набрала 3,3 % и лишилась мест в ландтаге. ХСС сформировал однопартийное правительство.

### Выборы
Распределение мест в Баварском ландтаге после выборов, прошедших 14 октября 2018 года (всего 205 мест) и процент набранных голосов избирателей:
- ХСС: 85 мест, 37,2 %
- «Союз 90/Зелёные»: 38 мест, 17,5 %
- «Свободные избиратели Баварии»: 27 мест, 11,6 %
- «Альтернатива для Германии»: 22 места, 10,2 %
- СДПГ: 22 места, 9,7 %
- Свободная демократическая партия: 11 мест, 5,1 %[13]

Было сформировано коалиционное правительство ХСС и «Свободных избирателей Баварии».

## Население Баварии
В период до 1850 года рождаемость в Баварии в среднем составляла 7,6 детей на одну женщину. В 1866–1878 годах на 100 живорожденных младенцев в возрасте до полугода умирали 39,6.
Первая перепись населения в Баварии (тогда Королевство Бавария) была проведена в 1818 году. Последующие переписи проходили в 1827, 1828, 1830, 1834, 1837, 1840, 1843, 1846, 1849, 1852, 1855, 1858, 1861, 1864 и в 1867 гг. С 1871 года переписи населения проводились в составе объединённой Германской империи (1871—1939), в западной зоне оккупации Германии (1946) и в ФРГ (1950—1987). В составе объединённой Западной и Восточной Германии первая перепись населения была проведена 9 мая 2011 года. По данным переписи, население Баварии составило 12 397 614 человек.
По оценке на 31 декабря 2015 года население федеральной земли Бавария составляет 12 843 514 чел. 

| Дата      | 1840    | 1871    | 1900    | 1925    | 1939    | 1950    | 1961    | 1970     | 1987     | 2011     |
| --------- | ------- | ------- | ------- | ------- | ------- | ------- | ------- | -------- | -------- | -------- |
| Население | 3802515 | 4292484 | 5414831 | 6451380 | 7084086 | 9184466 | 9515479 | 10479386 | 10902643 | 12397614 |

| Год       | 1960    | 1970     | 1980     | 1990     | 2000     | 2009     | 2010     | 2011     | 2012     | 2013     | 2014     | 2015     |
| --------- | ------- | -------- | -------- | -------- | -------- | -------- | -------- | -------- | -------- | -------- | -------- | -------- |
| Население | 9494939 | 10561110 | 10928151 | 11448823 | 12230255 | 12510331 | 12538696 | 12443372 | 12519571 | 12604244 | 12691568 | 12843514 |

### Этничность
Баварцы являются потомками трёх древних германских союзных племён — баваров, франков и швабов (алеманнов) — различаются характером речи, обычаями, образом мышления и мироощущением. Позже, уже в 1945 году к их числу прибавилось более двух миллионов беженцев и лиц, депортированных с бывших германских территорий и привнёсших свои собственные традиции и культуру.
- Баварцы — являются потомками баваров, населяют административные округа Верхняя Бавария, Нижняя Бавария и Верхний Пфальц. При численности около 6,4 млн человек они составляют примерно половину населения Баварии.
- Франконцы — являются потомками франков. Места их проживания находятся в административных округах Верхняя Франкония, Средняя Франкония и Нижняя Франкония, входящих в состав Баварии с начала XIX века. В настоящее время франконцев около 4,1 млн.
- Швабы — 1,8 млн баварских швабов проживают в административном округе Швабия.
- Судетские немцы: также к трём баварским этническим группам присоединились немцы, переселившиеся в Баварию в основном после 1945 года. Земля предоставила им защиту и поддержку. В Указе от 5 ноября 1962 года говорится: «Правительство Баварии признаёт принадлежность судетских немцев к коренному баварскому населению. Исполненные благодарности к обретённой родине, „новые баварцы“ приложили много сил к её восстановлению после Второй мировой войны».[25]

### Города Баварии с количеством жителей свыше 50 000 человек
Основные города Баварии — Мюнхен, Нюрнберг, Аугсбург, Вюрцбург и Регенсбург.
| Городская община                                                                                         | Численность населения (оценочно на 31 декабря), человек | Численность населения (оценочно на 31 декабря), человек | Численность населения (оценочно на 31 декабря), человек | Численность населения (оценочно на 31 декабря), человек | Численность населения (оценочно на 31 декабря), человек |
| Городская община                                                                                         | 2000                                                    | 2005                                                    | 2009                                                    | 2014                                                    | 2015                                                    |
| --- | ------------------------------------------------------- | ------------------------------------------------------- | ------------------------------------------------------- | ------------------------------------------------------- | ------------------------------------------------------- |
| Мюнхен                                                                                                   | 01 210 223                                              | 01 259 677                                              | 01 330 440                                              | 01 429 584                                              | 01 450 381                                              |
| Нюрнберг                                                                                                 | 0.0488 400                                              | 0.0499 237                                              | 0.0503 673                                              | 0.0501 072                                              | 0.0509 975                                              |
| Аугсбург                                                                                                 | 0.0254 982                                              | 0.0262 676                                              | 0.0263 646                                              | 0.0281 111                                              | 0.0286 374                                              |
| Регенсбург                                                                                               | 0.0125 676                                              | 0.0129 859                                              | 0.0134 218                                              | 0.0142 292                                              | 0.0145 465                                              |
| Ингольштадт                                                                                              | 0.0115 722                                              | 0.0121 314                                              | 0.0124 387                                              | 0.0131 002                                              | 0.0132 438                                              |
| Вюрцбург                                                                                                 | 0.0127 966                                              | 0.0133 906                                              | 0.0133 195                                              | 0.0124 219                                              | 0.0124 873                                              |
| Фюрт | 0.0110 477                                              | 0.0113 422                                              | 0.0114 044                                              | 0.0121 519                                              | 0.0124 171                                              |
| Эрланген                                                                                                 | 0.0100 778                                              | 0.0103 197                                              | 0.0105 554                                              | 0.0106 423                                              | 0.0108 336                                              |
| Бамберг                                                                                                  | 0.0069 036                                              | 0.0070 081                                              | 0.0069 827                                              | 0.0071 952                                              | 0.0073 331                                              |
| Байройт                                                                                                  | 0.0074 153                                              | 0.0073 997                                              | 0.0072 576                                              | 0.0071 601                                              | 0.0072 148                                              |
| Ландсхут                                                                                                 | 0.0058 746                                              | 0.0061 368                                              | 0.0062 735                                              | 0.0067 509                                              | 0.0069 211                                              |
| Ашаффенбург                                                                                              | 0.0067 592                                              | 0.0068 642                                              | 0.0068 722                                              | 0.0068 167                                              | 0.0068 986                                              |
| Кемптен                                                                                                  | 0.0061 389                                              | 0.0061 360                                              | 0.0062 007                                              | 0.0065 624                                              | 0.0066 947                                              |
| Розенхайм                                                                                                | 0.0058 908                                              | 0.0060 226                                              | 0.0060 877                                              | 0.0060 889                                              | 0.0061 844                                              |
| Ной-Ульм                                                                                                 | 0.0050 188                                              | 0.0051 410                                              | 0.0053 034                                              | 0.0055 689                                              | 0.0057 237                                              |
| Швайнфурт                                                                                                | 0.0054 325                                              | 0.0054 273                                              | 0.0053 533                                              | 0.0051 610                                              | 0.0051 969                                              |
| Пассау                                                                                                   | 0.0050 536                                              | 0.0050 651                                              | 0.0050 627                                              | 0.0049 952                                              | 0.0050 566                                              |
| Примечание: Баварское земельное ведомство предоставило статистику и обработанные данные за 2000—2009 гг. |                                                         |                                                         |                                                         |                                                         |                                                         |

## Религия
| Вероисповедания в Баварии: | 1840 * | 1900 * | 1933 * | 1950   | 1970   | в 2006 |
| Римско-католическое        | 71,1 % | 70,5 % | 70,0 % | 71,9 % | 70,4 % | 57,2 % |
| Евангелическое             | 27,4 % | 28,3 % | 28,7 % | 26,5 % | 25,2 % | 21,3 % |
| Мусульманское              | -      | -      | -      | -      | 0,9 %  | 2,2 %  |
| Иудаистское                | 1,4 %  | 0,9 %  | 0,5 %  | 0,1 %  | 0,1 %  | 0,1 %  |
| Другие вероисповедания     | 0,1 %  | 0,3 %  | 0,8 %  | 1,5 %  | 3,4 %  | 19,2 % |

* Включая Пфальц

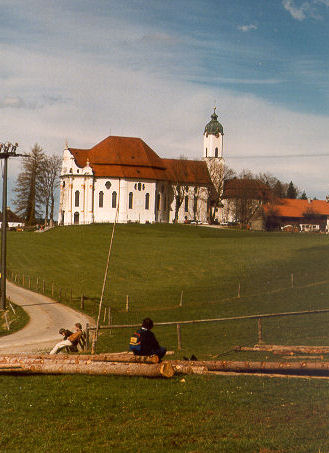
Паломническая церковь в Висе

В Баварии религиозное образование занимает 7,8 % от общего количества школьных часов, что является большим показателем, чем в остальной Германии (7 %), и в Европе уступает только Бельгии, где христианству отводится 8 % часов от общей школьной программы.

## Административное устройство
В состав федеральной земли Бавария входят 71 район (нем. Landkreis) и 25 внерайонных (приравненных к районам) городов или городов «земельного подчинения» (нем. Kreisfreie Stadt). Районы делятся на города (нем. Stadt) и общины (нем. Gemeinde), города делятся на городские округа (нем. Stadtbezirk), общины на общинные кварталы (нем. Gemeindeteil).

### Административные округа
Бавария состоит из семи административных (управленческих) округов (нем. Regierungsbezirk).
| Административный округ | Административный центр | АО  | Сокращение | Площадь, км² (31.12.2015) | Население, чел. (31.12.2015) | Плотность населения, чел./км² |  |
| Верхняя Бавария        | Мюнхен                 | 091 | OB         | 17 530,13                 | 4 588 944                    | 261,77                        |  |
| Нижняя Бавария         | Ландсхут               | 092 | NB         | 10 328,61                 | 1 212 119                    | 117,36                        |  |
| Верхний Пфальц         | Регенсбург             | 093 | OP.        | 9690,20                   | 1 092 339                    | 112,73                        |  |
| Верхняя Франкония      | Байройт                | 094 | Ofr.       | 7231,47                   | 1 059 358                    | 146,49                        |  |
| Средняя Франкония      | Ансбах                 | 095 | Mfr.       | 7244,89                   | 1 738 686                    | 239,99                        |  |
| Нижняя Франкония       | Вюрцбург               | 096 | Ufr.       | 8531,40                   | 1 306 048                    | 153,09                        |  |
| Швабия                 | Аугсбург               | 097 | Schw.      | 9993,36                   | 1 846 020                    | 184,72                        |  |
| Бавария                | Мюнхен                 | 09  | BY         | 70 550,07                 | 12 843 514                   | 182,05                        |  |

### Районы и внерайонные города
В скобках дан индекс районов или городов на автомобильных номерах.
- Районы (Landkreise):

| | | |

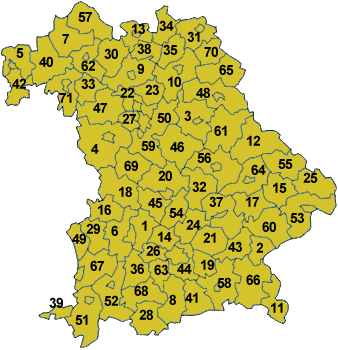
Районы Баварии

| 1. Айхах-Фридберг (AIC) 2. Альтэттинг (AÖ) 3. Амберг-Зульцбах (AS) 4. Ансбах (AN) 5. Ашаффенбург (AB) 6. Аугсбург (A) 7. Бад-Киссинген (KG) 8. Бад-Тёльц-Вольфратсхаузен (TÖL) 9. Бамберг (BA) 10. Байройт (BT) 11. Берхтесгаден (BGL) 12. Кам (CHA) 13. Кобург (CO) 14. Дахау (DAH) 15. Деггендорф (DEG) 16. Диллинген-ан-дер-Донау (DLG) 17. Дингольфинг-Ландау (DGF) 18. Донау-Рис (DON) 19. Эберсберг (EBE) 20. Айхштет (EI) 21. Эрдинг (ED) 22. Эрланген-Хёхштадт (ERH) 23. Форххайм (FO) 24. Фрайзинг (FS) | 1. Фрайунг-Графенау (FRG) 2. Фюрстенфельдбрукк (FFB) 3. Фюрт (FÜ) 4. Гармиш-Партенкирхен (GAP) 5. Гюнцбург (GZ) 6. Хасберге (HAS) 7. Хоф (HO) 8. Кельхайм (KEH) 9. Китцинген (KT) 10. Кронах (KC) 11. Кульмбах (KU) 12. Ландсберг-ам-Лех (LL) 13. Ландсхут (LA) 14. Лихтенфельс (LIF) 15. Линдау (LI) 16. Майн-Шпессарт (MSP) 17. Мисбах (MB) 18. Мильтенберг (MIL) 19. Мюльдорф-ам-Инн (MÜ) 20. Мюнхен (M) 21. Нойбург-Шробенхаузен (ND) 22. Ноймаркт-ин-дер-Оберпфальц (NM) 23. Нойштадт-ан-дер-Айш-Бад-Виндсхайм (NEA) | 1. Нойштадт-ан-дер-Вальднаб (NEW) 2. Ной-Ульм (NU) 3. Нюрнберг (LAU) 4. Верхний Алльгой (OA) 5. Восточный Алльгой (OAL) 6. Пассау (PA) 7. Пфаффенхофен-ан-дер-Ильм (PAF) 8. Реген (REG) 9. Регенсбург (R) 10. Рён-Грабфельд (NES) 11. Розенхайм (RO) 12. Рот (RH) 13. Ротталь-Инн (PAN) 14. Швандорф (SAD) 15. Швайнфурт (SW) 16. Штарнберг (STA) 17. Штраубинг-Боген (SR) 18. Тиршенройт (TIR) 19. Траунштайн (TS) 20. Нижний Алльгой (MN) 21. Вайльхайм-Шонгау (WM) 22. Вайсенбург-Гунценхаузен (WUG) 23. Вунзидель-им-Фихтельгебирге (WUN) 24. Вюрцбург (WÜ) |

- Внерайонные города (Kreisfreie Städte):

| | | |
| 1. Амберг (AM) 2. Ансбах (AN) 3. Ашаффенбург (AB) 4. Аугсбург (A) 5. Бамберг (BA) 6. Байройт (BT) 7. Кобург (CO) 8. Эрланген (ER) 9. Фюрт (FÜ) | 1. Хоф (HO) 2. Ингольштадт (IN) 3. Кауфбойрен (KF) 4. Кемптен (KE) 5. Ландсхут (LA) 6. Мемминген (MM) 7. Мюнхен (M) 8. Нюрнберг (N) 9. Пассау (PA) | 1. Регенсбург (R) 2. Розенхайм (RO) 3. Швабах (SC) 4. Швайнфурт (SW) 5. Штраубинг (SR) 6. Вайден (WEN) 7. Вюрцбург (WÜ) |

### Карта

Районы и внерайонные города Баварии

### Местные органы самоуправления
Бавария — единственная земля в Германии, где самоуправление практикуется на уровне выше районного, на уровне округов. Представительные органы округов — бециркстаги (нем. Bezirkstag), состоящий из бецирксратов (Bezirksrat), избираемые населением по пропорциональной системе с открытым списком, исполнительную власть в округе осуществляет окружной комитет (Bezirksausschuss).
Представительные органы районов — крейстаги (Kreistag), состоящие из ландрата (Landrat), который ведёт заседания, и крейсратов (Kreisrat), избираемых населением по пропорциональной системе с открытым списком. Исполнительную власть в районе осуществляет ландрат, избираемый населением, и районный комитет (Kreisausschuss), состоящий из ландрата, при котором действует два заместителя, и членов районного комитета, избираемых крейстагом пропорционально размеру фракций.
Представительные органы городов — штадтраты (Stadtrat), состоящие из обер-бургомистра (Oberbürgermeister) или первого бургомистра, который ведёт заседания, и членов штадтрата (Stadtratsmitglied), избираемых населением по пропорциональной системе с открытым списком. Исполнительную власть в городе осуществляет обер-бургомистр, при котором действует ещё два бургомистра. Обер-бургомистра избирает население.
Представительные органы общин — гемайндераты (Gemeinderat), состоящие из бургомистра (Bürgermeister), который ведёт заседания, и членов гемайндерата (Gemeinderatsmitglied), избираемых населением по пропорциональной системе с открытым списком. Исполнительную власть в общине осуществляет бургомистр, избираемый населением. При бургомистре действуют ещё два бургомистра (заместители). В населённых пунктах до 5000 жителей бургомистры, как правило, ведут деятельность на общественных началах. Заместители бургомистра могут вести деятельность на общественных началах и в более крупных городах.
Представительные органы городских округов — окружные комитеты (Bezirksausschuss), избираемые населением.

## Регионы
| - Алльгой (нем. Allgäu) - Альпенфорланд (нем. Alpenvorland) - Альтмюльталь (нем. Altmühltal) - Баварские Альпы (нем. Bayerische Alpen) - Баварский Лес (нем. Bayerischer Wald) - Верхнепфальцские озёра (нем. Oberpfälzer Seenland) | - Верхнепфальцский лес (нем. Oberpfälzer Wald) - Гойбоден (нем. Gäuboden) - Донаумос (нем. Donaumoos) - Донаурид (нем. Donauried) - Инн-Зальцах (нем. Inn-Salzach) - Кимгау (нем. Chiemgau) - Лехфельд (нем. Lechfeld) | - Нёрдлингенский Рис (нем. Nördlinger Ries) - Рён (нем. Rhön) - Ротталь (нем. Rottal) - Рупертивинкель (нем. Rupertiwinkel) - Фихтельгебирге (нем. Fichtelgebirge) - Франкенхёэ (нем. Frankenhöhe) - Франконская Швейцария (нем. Fränkische Schweiz) | - Франконский Альб (нем. Fränkische Alb) - Франконский Лес (нем. Frankenwald) - Хасберге (нем. Haßberge) - Холедау (нем. Holledau) - Шпессарт (нем. Spessart) - Штайгервальд (нем. Steigerwald) |

В честь Баварии назван астероид (301) Бавария, открытый в 1890 году.

### Регионы-побратимы
Партнёры Свободного Государства Баварии.
- США: Джорджия
- Китай: Шаньдун
- ЮАР: Западно-Капская провинция
- Индия: Карнатака
- Канада: Квебек
- Бразилия: Сан-Паулу
- Австрия: Верхняя Австрия

## Экономика
…За последние десятилетия Бавария стала современным высокоразвитым регионом. Предприятия международного масштаба, крепкое среднее предпринимательство и перспективные научные исследования обеспечивают ей главенствующую позицию на вершине технического и экономического прогресса. Бавария остается верна своим принципам, несмотря на всевозможные перемены. Традиции и прогресс — таков девиз Вольной Земли. Являясь членом активно развивающегося европейского сообщества, Бавария не утрачивает все же своей самобытности и чувства собственного достоинства…
Хорст Зеехофер, Премьер-министр Баварии

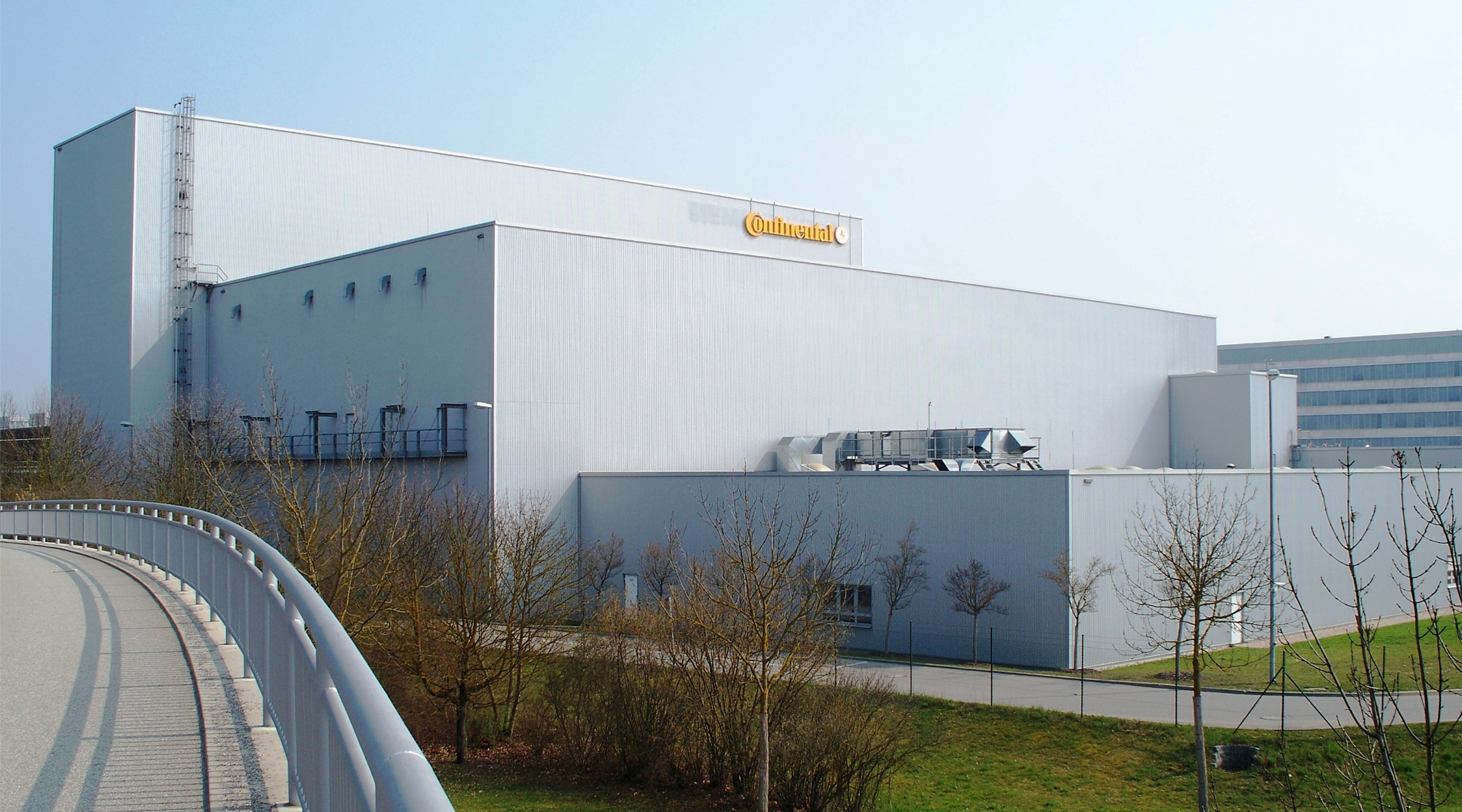

Бавария обладает крупнейшим экономическим и научным потенциалом среди 16 федеральных земель ФРГ и лидирует по темпу экономического роста (за 1985—2005 годы ВВП Баварии увеличился на 28,2 %, а в среднем по стране — на 14,6 %).
В 2005 году ВВП Баварии составил 403 млрд евро (18 % общегерманского), из них около 69 % приходится на сферу торговли и услуг, 30 % — на промышленность и лишь 1 % — на аграрную отрасль.
В 2006 году Бавария стала первой за последние 30 лет федеральной землёй Германии, принявшей бездефицитный бюджет.
Развит туризм (исторические достопримечательности, музеи, пивные сады, Октоберфест, ярмарки).

### Промышленность
Бавария из аграрной земли переходит к технологичной и претендует на звание одной из самых развитых земель в составе Германии. Наиболее важную роль в экономике Баварии играет машиностроение — в частности, автомобилестроение и авиакосмическая отрасль. Развиты также электротехника, точная механика, оптика, производство медтехники, химическая промышленность.

### Географическое распределение
Хорошо развитыми районами Баварии являются: столичная область Мюнхена с развитыми автоиндустрией (BMW, Audi, MAN, Knorr-Bremse), информационным сектором (Siemens, Infineon Technologies, Microsoft), средствами массовой информации и издательствами (ProSiebenSat1, Sky Deutschland, Kabel Deutschland, издательство Burda), военной промышленностью (EADS, Krauss-Maffei Wegmann); район Аугсбург (EADS, KUKA, UPM-Kymmene), Ингольштадт (Audi, Media-Saturn-Holding) и «баварский химический треугольник» между озером Кимзее и реками Инн и Зальцах.

## Туризм
Туризм является одним из основных источников дохода Баварии. Валовый доход индустрии туризма в 2005 году составил почти 24 миллиарда евро, из которых наибольшую долю составили однодневные поездки (63 %). На 2005 год, в Баварии находилось около 13 400 отелей и 548 000 хостелов. Это означает, что примерно каждое четвёртое немецкое гостиничное заведение находится в Баварии. В 2014 году Бавария была вторым по популярности туристическим направлением в Германии, уступая только Мекленбургу-Передней Померании (в расчёт идут поездки с минимальной длительностью в 5 дней). В 2015 году количество туристов в Баварии достигло рекордного уровня, составив 34,2 миллиона человек. Самыми популярными местами для туристов являются баварские озёра, Альпы, а также исторически значимые города — Мюнхен, Аугсбург и Регенсбург.

## Баварские деятели
Религия и политика
Бенедикт XVI — бывший папа римский
Франц Йозеф Штраус — бывший премьер-министр
Эдмунд Штойбер — бывший премьер-министр
Хорст Зеехофер — бывший премьер-министр
Маркус Зёдер — премьер-министр
Вильгельм Хёгнер — бывший премьер-министр Баварии, депутат Бундестага ФРГ (СДПГ)